# غروسلوايد (أنغلزي)
غروسلوايد (بالإنجليزية: Gorslwyd, Llanddona)‏ هي منطقة سكنية تقع في ويلز في أنغلزي.